# Zákon o zřízení samostatného státu československého
Zákon ze dne 28. října 1918 o zřízení samostatného státu československého byl vydán Národním výborem československým jako první zákon nově vzniklého československého státu, vyhlášen byl ve Sbírce zákonů ale až pod č. 11/1918 Sb. z. a n. Autorem původního textu zákona je Alois Rašín.
Zákonem (úvodním prohlášením) byl proklamován československý stát: „Samostatný stát československý vstoupil v život.“
Zákonem zatím nebyla určena státní forma nového státu. Byl prozatímně recipován rakousko-uherský právní řád (v českých zemích proto nadále platily rakouské zákony a na Slovensku zase původní uherské právo) a Národní výbor, jako orgán „jednomyslné vůle národa“, začal vykonávat moc zákonodárnou a výkonnou.
Zákon dále stanovuje, že všechny úřady a ústavy na území Československa jsou nyní podřízeny Národnímu výboru.